# هری بامفورد
هری بامفورد (انگلیسی: Harry Bamford; ۸ فوریهٔ ۱۹۲۰ – ۳۱ اکتبر ۱۹۵۸) بازیکن فوتبال اهل بریتانیا بود.
از باشگاه‌هایی که در آن بازی کرده‌است می‌توان به باشگاه فوتبال بریستول راورز اشاره کرد.